# 木他龍屬
木他龍屬（屬名：Muttaburrasaurus），又名木他布拉龍、穆塔布拉龍、馬塔巴拉龍或莫它布拉龍，是種植食性鳥腳亞目恐龍，與彎龍、禽龍有接近親緣關係，木他龍生存於白堊紀早期的澳洲東北部，約1億0700萬到1億0300萬年前。某些研究將木他龍歸類於禽龍類的凹齒龍科。木他龍是敏迷龍之後，澳洲所發現最完整的恐龍化石。

## 發現與種

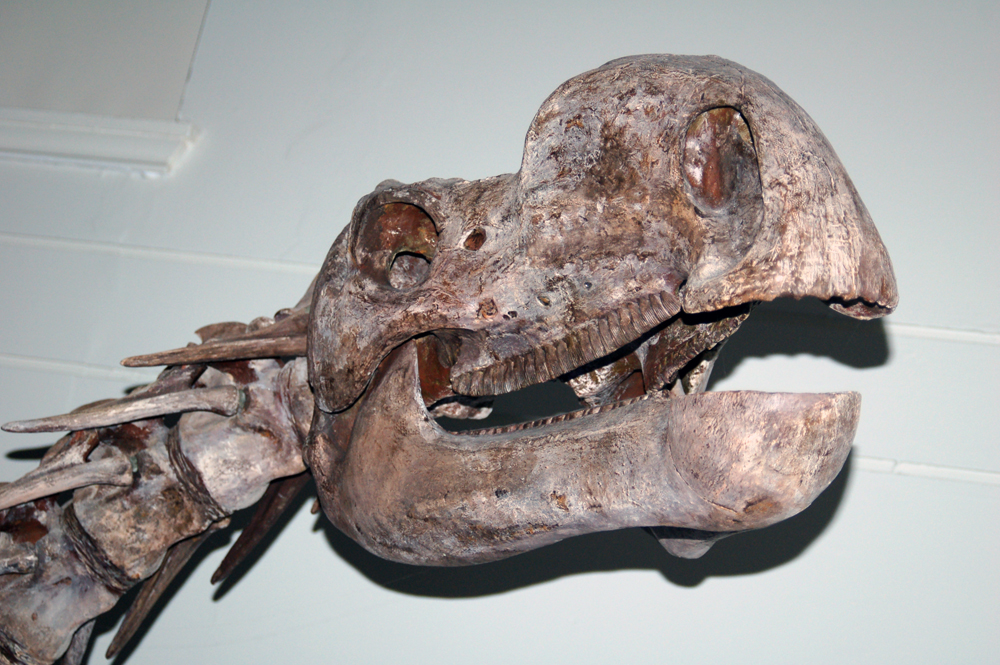
木他龍的顱骨特寫，位於雪梨澳洲博物館

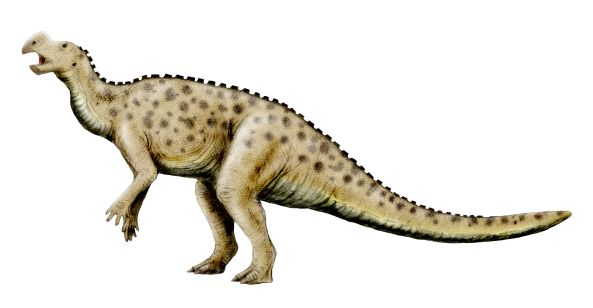
木他龍的想像圖

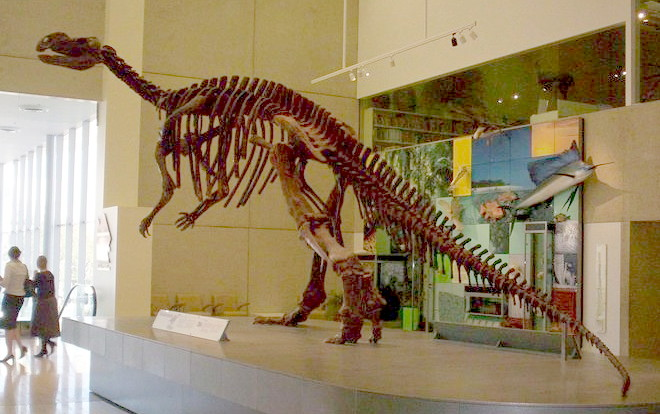
木他龍的骨架後側面，位於昆士蘭博物館

在1963年，道格·蘭登（Doug Langdon）將一個在澳洲昆士蘭木他布拉附近發現的部份骨骸進行初步研究。在1981年，Alan Bartholomai博士與拉弗·莫納兒（Ralph Molnar）這些化石命名為木他龍。發現地點即是木他龍的屬名來源，種名則是以發現者名字為名。
正模標本（編號QM F6140）是一個頭顱骨下側、下頜後段、眾多脊椎骨、部分骨盆、部分前肢與後肢。化石發現於Mackunda組地層，地質年代相當於阿爾比階與森諾曼階。
在北方的昆士蘭休恩頓發現的一些牙齒，附近發現的一些個別的牙齒與骨頭，以及南方的新南威爾斯閃電山脊發現的一些牙齒與一個肩胛骨，可能也屬於木他龍。
在1987年，John Stewart-Moore與一個14歲少年Robert Walker，在休恩頓與里奇蒙之間的Dunluce Station，發現了一個名為「Dunluce Skull」的頭顱骨。這個頭顱骨發現於Allaru泥岩層，地質年代略早。拉弗·莫納兒認為牠們代表木他龍的未命名種（Muttaburrasaurus sp.）。兩年後，同一地區還發現兩個破碎的身體骨骼。

## 古生物學
正模標本的股骨長度為1.05公尺。根據估計，木他龍的身長約10公尺，體重約2.8公噸。
木他龍外形類似禽龍，但體型較小。木他龍能夠以二足或四足方式行走。前肢的中間三個指骨連接在一起，形成類似蹄的外型，可在行走時支撐身體重量。在早期重建裡，木他龍被推測有尖狀拇指。近年研究質疑木他龍是否具有這種尖狀拇指。木他龍的腳掌寬廣，有四個腳指。
木他龍的頭顱骨相當平坦，從上側俯瞰呈三角形，口鼻部略尖，頭顱骨後段寬廣。木他龍有加大、往上突起的中空鼻部，可能用來發出特殊聲響以傳達意圖。然而，因為沒有發現鼻部的軟組織，所以這功能是推測的。木他龍的未命名種，加大的口鼻部較短。正模標本的口鼻部部分則沒有被保存下來，而第二個發現的頭顱骨則保存了圓形的口鼻部。
木他龍擁有非常強壯的頜部，內有切割用的牙齒。在更為衍化的鳥腳類恐龍，則演化出複雜、持續替換的齒系（Tooth batteries）；而木他龍只有一排替換用牙齒，直接位於使用中牙齒的下方，因此木他龍無法做出鴨嘴龍類的咀嚼動作。另外一種基礎特徵是，木他龍的牙齒側邊缺乏明顯的稜脊，只有低矮、不明顯的稜脊。在1981年，拉弗·莫納兒曾推測木他龍是雜食性動物，偶爾以動物屍體為食。在1995年，他改變他的假說，認為牠們的牙齒是與角龍類平行演化的結果。木他龍的這些牙齒可能已適應咬碎堅硬的植被，例如蘇鐵。

## 種系發生學
木他龍被命名時，被歸類於禽龍科。之後研究發現牠們比較原始，可能屬於彎龍科、橡樹龍科、或稜齒龍科。在2010年的一項研究，將木他龍歸類於禽龍類的凹齒龍科。

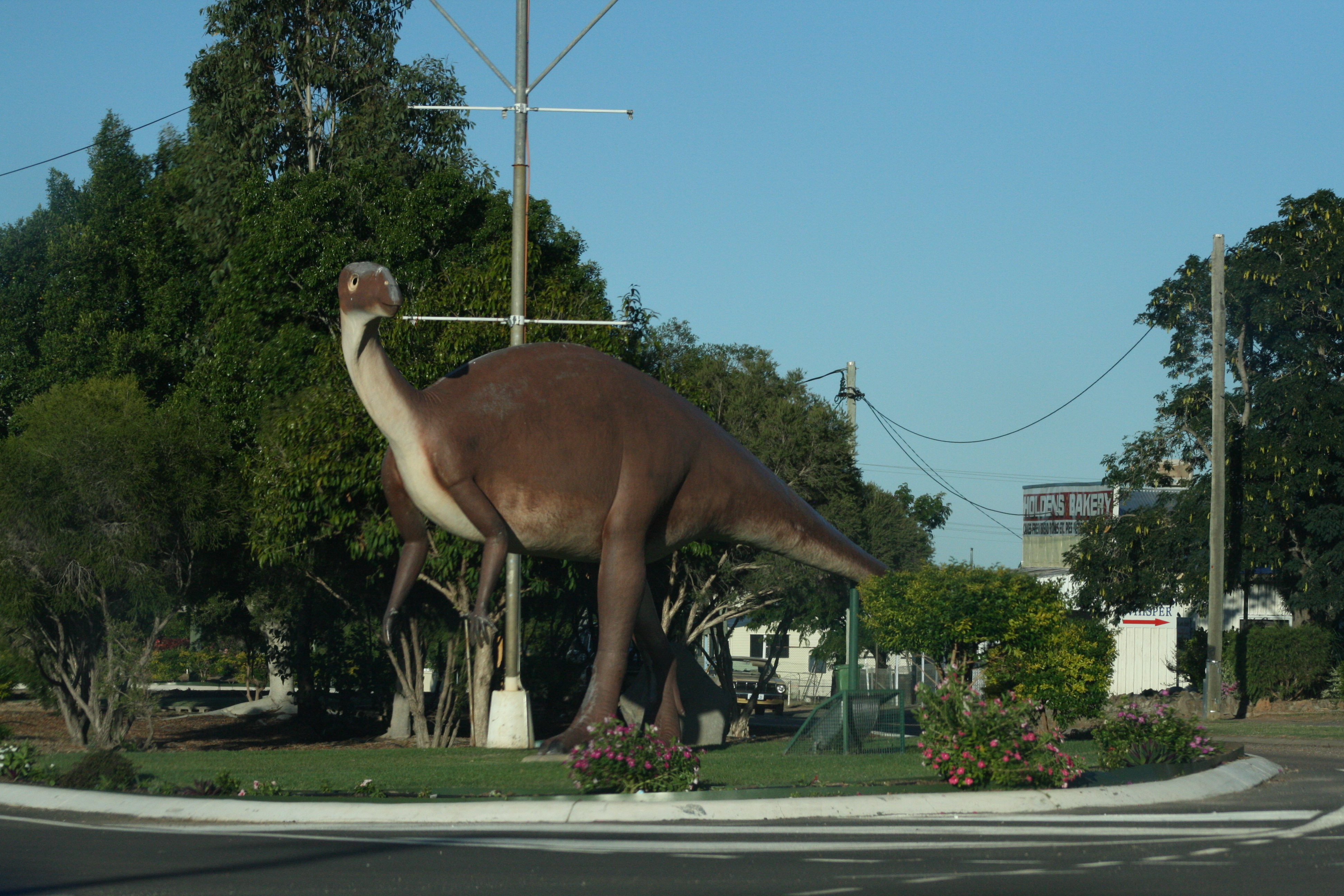
澳洲昆士蘭州休恩頓市中心的一個木他龍塑像

## 大眾文化
木他龍的重建骨架模型在以下博物館展出：昆士蘭州布里斯班的昆士蘭博物館、休恩頓的弗林斯德發現中心、澳大利亞首都特區坎培拉的澳大利亚国家博物馆、福井縣的福井縣恐龍博物館。
木他龍曾出現在電視節目《與恐龍共舞》（Walking with Dinosaurs）第五集，片中的木他龍在夏季時成群由北往南遷徙短暫停留，並於秋末展開回程，是南方獵龍的獵物之一。在《歷險小恐龍3：海洋歷險記》（The Land Before Time III: The Time of the Great Giving）出現一隻年輕木他龍。

## 外部連結
- BBC Science and Nature: Prehistoric Life （页面存档备份，存于）
- Muttaburrasaurus langdoni[]，from Dann's Dinosaurs. (article)